# Seue Peaks
Seue Peaks är en bergstopp i Antarktis. Den ligger i Västantarktis. Argentina, Chile och Storbritannien gör anspråk på området. Toppen på Seue Peaks är 524 meter över havet.
Terrängen runt Seue Peaks är lite bergig. Trakten är obefolkad. Det finns inga samhällen i närheten.